# Misael Pastrana Borrero
Misael Pastrana Borrero  (Neiva, 14 november 1923 – 21 augustus 1997) was een Colombiaans advocaat en politicus. Tussen 1970 en 1974 was hij de 23e president van Colombia.
Pastrana studeerde rechten in eigen land en ook in Europa. In 1948 werd hij lid van de Conservatieve Partij. Hij diende als particulier secretaris onder presidenten Pérez en Gómez. In 1958 werd hij minister onder de liberale president Lleras Camargo. Onder de eveneens liberale president Lleras Restrepo was hij achtereenvolgens eerste minister, minister van Binnenlandse Zaken en ambassadeur in Washington. Op 7 augustus 1970 werd hij president van zijn land.
Hij was de vader van Andrés Pastrana Arango, de 38e president van Colombia.
- Bibliothèque nationale de France: cb12436886z (data)
- Gemeinsame Normdatei: 1056734698
- International Standard Name Identifier: 0000 0000 2712 1444
- Library of Congress Control Number: n83174490
- Nederlandse Thesaurus van Auteursnamen: 133380807
- SNAC: w6sn3ctz
- Virtual International Authority File: 51782036
- WorldCat: E39PBJkD4rrHfyGHytRD6qQwmd